# Aulonocara saulosi
Aulonocara saulosi är en fiskart som beskrevs av Meyer, Riehl och Zetzsche, 1987. Aulonocara saulosi ingår i släktet Aulonocara och familjen Cichlidae. IUCN kategoriserar arten globalt som livskraftig. Inga underarter finns listade.